# Gonda Károly
Gonda Károly (született: Goldstein Károly, Gyöngyös, 1889. június 22. – Lakewood, New Jersey, 1969. április 1.), kínaiul 卡罗里·鸿达 (pinjin: Kǎ-luó-lǐ Hóng-dá; magyaros: Ka-lo-li Hung-ta) magyar építész, Sanghajban tervezett épületeiről nevezetes, a kínaiak „ultramodern építésznek” nevezték. Többek között nevéhez fűződik a Bank of Communications épülete, a Sun Sun áruház, a Capitol filmszínház és a Bank of East Asia korábbi épülete. Progresszív gondolkodású építész volt, aki ragaszkodott a művészeti elképzeléseihez; az art déco stílusában alkotott.

## Élete és pályafutása
Goldstein Károly néven született, édesanyja Balkányi Róza háztartásbeli, édesapja Goldstein Henrik kereskedő volt. Bátyja, Aurél (1886–1964) orvos lett. A család 1902-ben magyarosította a vezetéknevét Gondára. Gonda Károly feltehetően szülővárosában, illetőleg Szikszón kezdte tanulmányait, majd Bécsben végezte el a reáltanodát, amikor a család oda költözött. 1908-ban a Bécsi Műszaki Főiskola építőmérnöki karára iratkozott be, de 1914-ben félbeszakította tanulmányait, majd Párizsban szerezhetett diplomát az École des Beaux-Arts-on. Ezt követően feltehetően Londonban dolgozott egy ideig.
Az első világháborúban a 309. számú honvéd gyalogezredhez került, de fogságba esett, Usszurijszkba hurcolták hadifogolytáborba. Itt ismerkedett meg Nyikolaj Dmitrijev építész lányával, Jevdokijával, aki 1919-ben Vlagyivosztokban a felesége lett. Jevdokija elvált, kétgyermekes anya volt, aki fiai mellé fogadta fel a több nyelven beszélő, időközben oroszul is megtanult Gondát. Új családjával az építész Sanghajba utazott hajóval, 1920. szeptember 15-én érkeztek meg, lakásuk a Dixwell (ma Lijang (Liyang)) úton volt. Először a brit Probst, Hanbury & Co. építészirodánál dolgozott, ahol hamar előléptették és a család a Ferry (ma Hszikang (Xikang)) útra költözött kertes házba, jómódban éltek, nyugati életszínvonalon; még saját teniszpályájuk is volt.
Elismert építész lett, a Hsziamen (Xiamen) Egyetem tiszteletbeli építésze címet is megkapta, 1928-ban pedig saját irodát alapított, főképp üzletházakhoz készített terveket. Szeretett lovagolni, baráti társaságába tartozott Victor Sassoon iparmágnás. 1938-ban bátyja, Aurél is Sanghajba költözött a családjával a háború elől, azonban az Kínát is elérte. Sanghajban vészelték át, a háború végeztével azonban kénytelenek voltak elhagyni a kommunistává váló Kínát, 1949-ben Amerikába költöztek. Nincstelenül érkeztek, először New Yorkban, majd a New Jersey-beli Lakewoodban éltek, szerényen. Gonda itt már nem tervezett épületeket, hobbijából, a festésből tartotta el magát, tájképeket festett. Egy évvel felesége halála után, 1969. április 1-jén halt meg.

## Tervezett épületei
Sanghaji épületei art déco stílusúak, modern berendezéssel és dekorációval. Az 1926 és 1928 között épült Capitol filmszínház épülete az utca ívét követi, ez volt a város első klimatizált mozija, de abban kiemelkedő volt, hogy Gonda irodákat és lakásokat tervezett a mozi felé. Az előcsarnokban Koppány György szobormunkái láthatóak. A szintén általa tervezett Cathay filmszínház épületét 2014-ben az eredeti homlokzattal állították helyre. A Bank of Communications épülete ugyancsak Gonda tervei alapján készült, de csak a második világháború után épült meg. Sanghaj egyik ikonikus épületévé vált a Sun Sun áruház is, melynek legfelső emeletén üvegfal mögött modern rádióállomás működött. Az 1930-ban elkészült Whiteaway, Laidlaw and Co. áruházban, mely nem újonnan épült, hanem Gonda tervei alapján art déco stílusban átalakították, két tűzvész is pusztított, így az eredeti díszítés nagy része elpusztult.
Gondával többször is foglalkozott a kínai sajtó, számos munkáját, tervrajzát leközölték, portrét is írtak róla, de a korabeli magyar sajtóba is eljutott a híre.
Fennmaradt épületek:
- Bank of Communications épülete
- Sun Sun (新新, Hszin-hszin (Xīn-xīn)) áruház
- Capitol filmszínház (Shahmoon Building)
- Cathay filmszínház
- Bank of East Asia
- Ever Bright filmszínház
- Whiteaway, Laidlaw and Co. áruház
- Uptown színház
- Seymour úti zsidó iskola

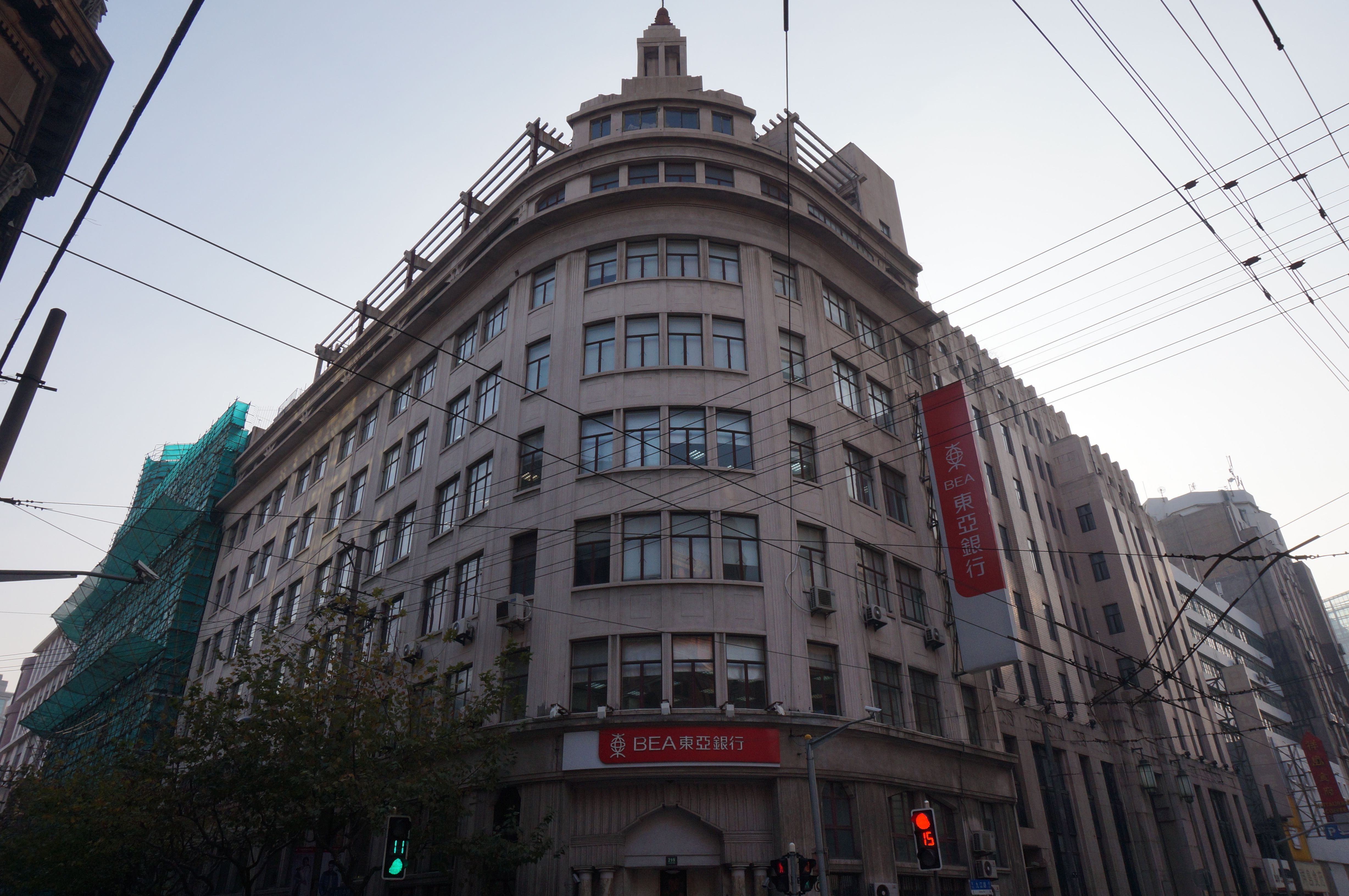
A Bank of East Asia korábbi épülete
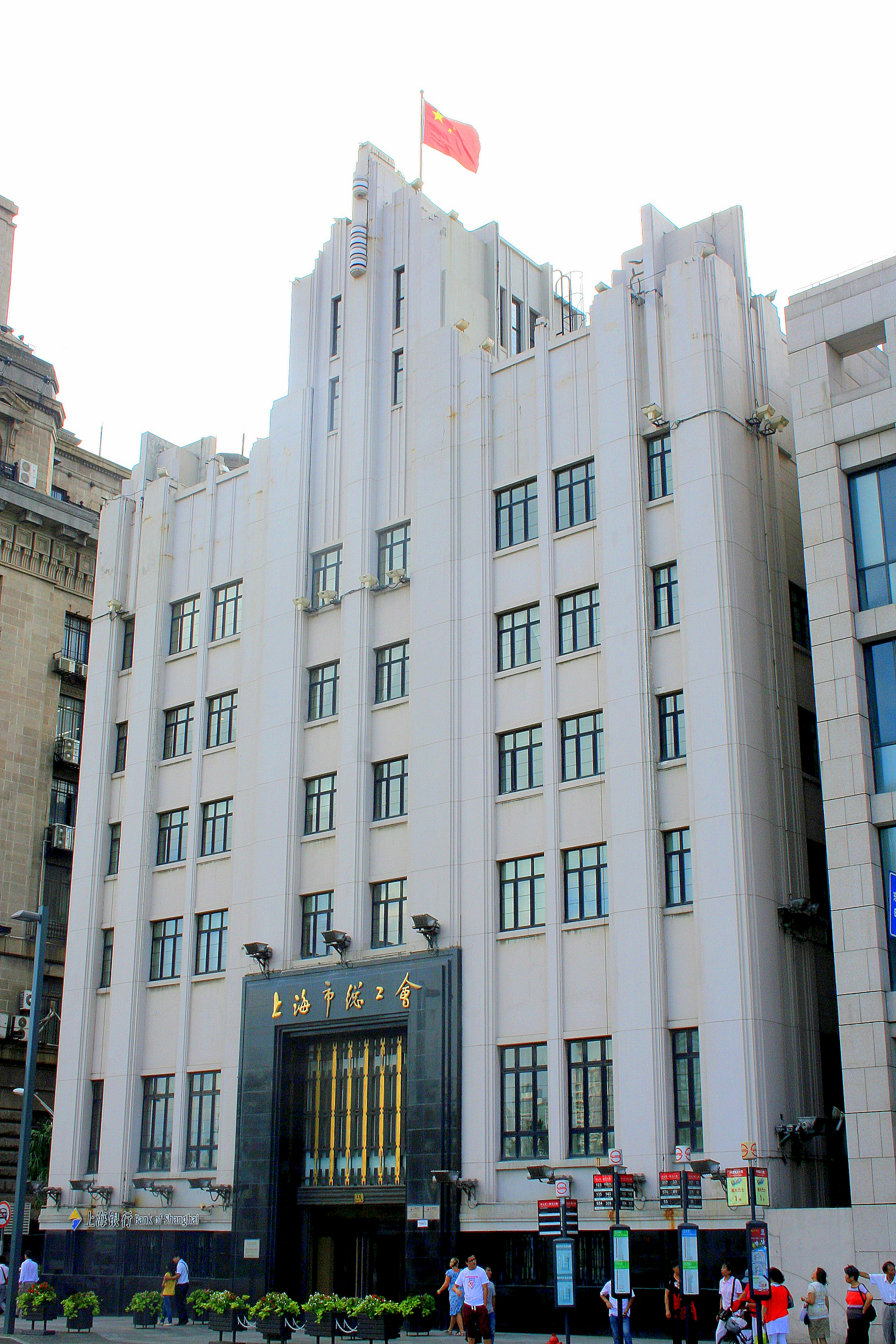
Bank of Communications épülete
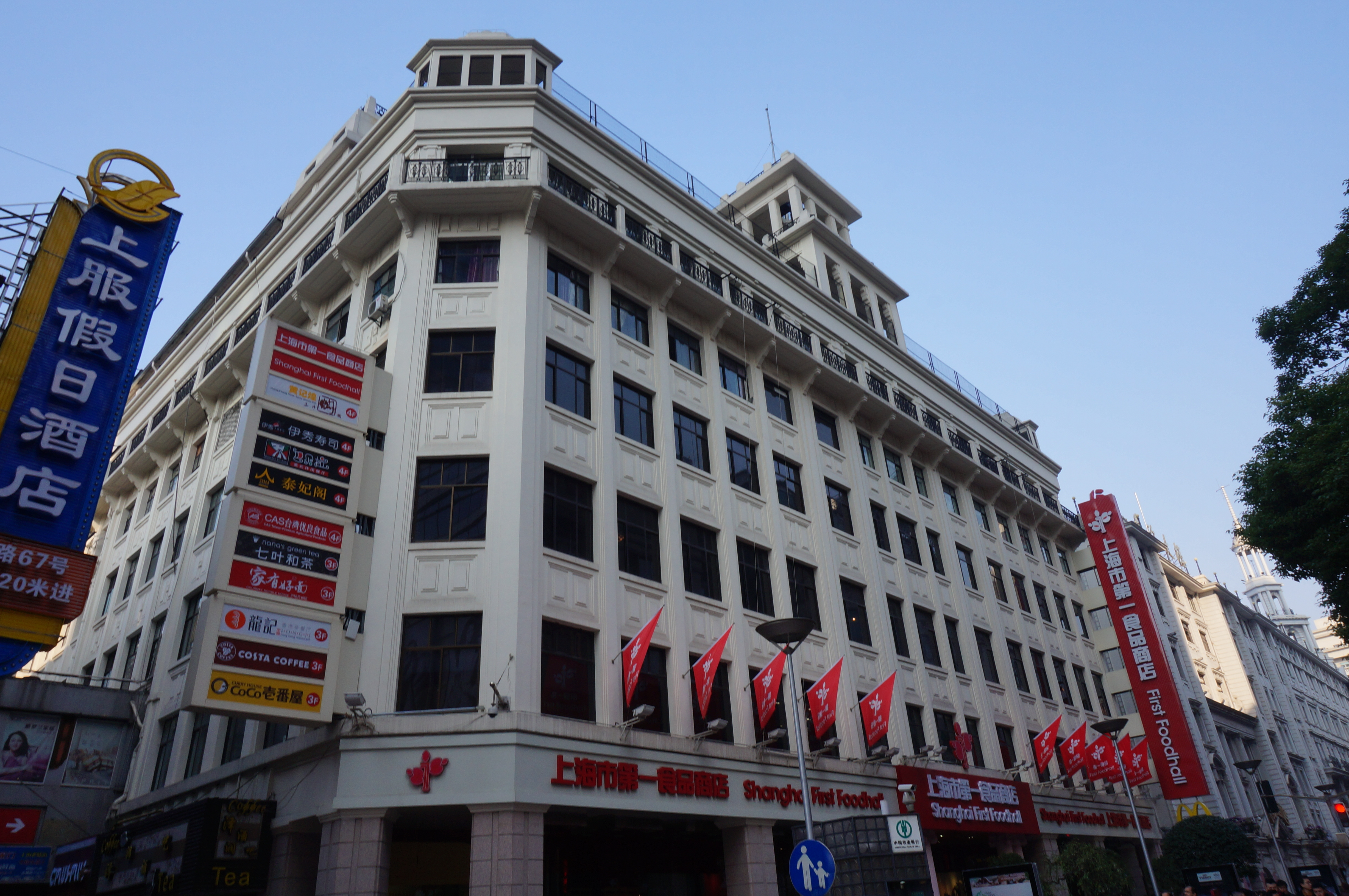
Sun Sun áruház
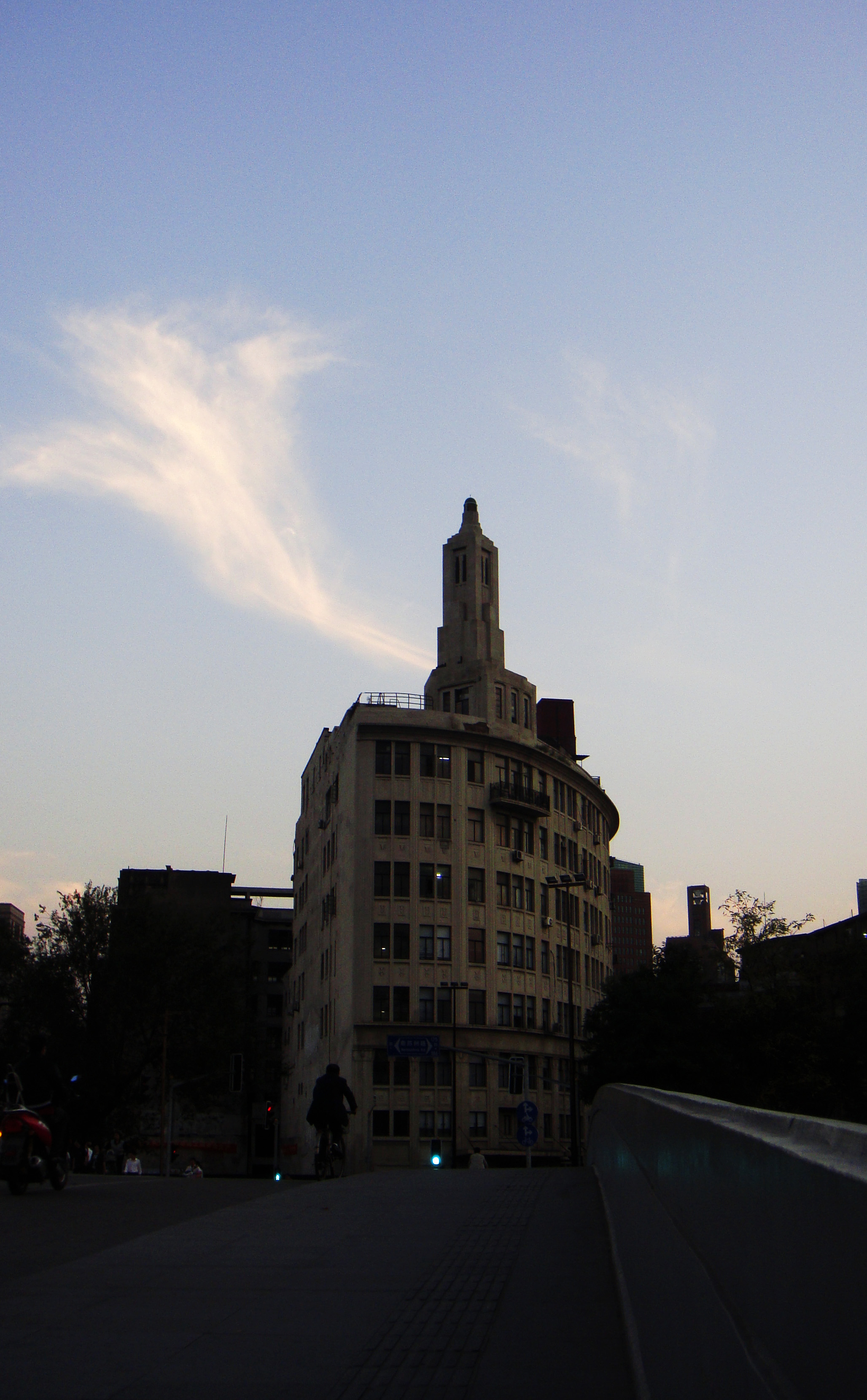
Capitol filmszínház
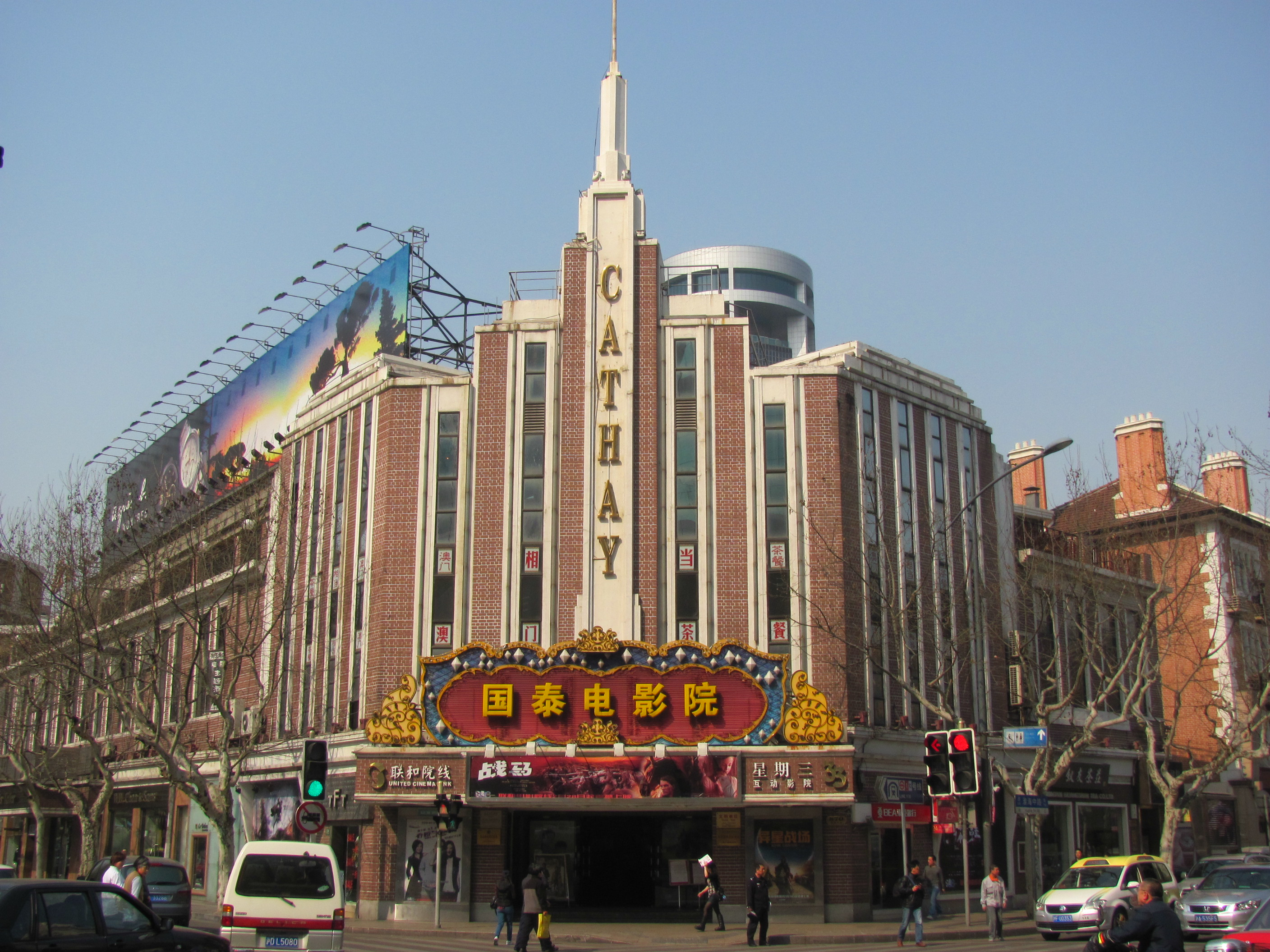
Cathay filmszínház

## Forrás
- ↑ Gonda:  Baldavári Eszter.szerk.: Szentmártoni Lívia, Krizsán András: GONDA - Sanghaj ultramodern magyar építésze (angol, magyar, mandarin nyelven). Magyarország Sanghaji Főkonzulátusa (2019). Hozzáférés ideje: 2020. április 23.